# Alcyon (1981)
Pour les articles homonymes, voir Alcyon.
Le BSAD Alcyon est un navire de services français. Il a été construit  sur le chantier naval Ateliers et Chantiers de la Manche de Dieppe. 
Ce remorqueur ravitailleur est basé à Brest, armé par Bourbon Offshore (Surf) et affrété par la Marine nationale de 1988 à 2015 comme bâtiment de soutien, d'assistance et de dépollution (BSAD) en remplacement des gabares de mer Cigale et Fourmi.

## Service
Il a été lancé en 1981 sous le nom de Bahram.
De 1988 jusqu'en 2004, l’Alcyon a servi comme bâtiment de soutien en haute mer (BSHM) puis comme bâtiment de soutien, d'assistance et de dépollution (BSAD). 
Depuis 2003, il porte sur sa coque le marquage AEM (Action de l'État en Mer), les trois bandes inclinées bleu, blanc, rouge.
Son contrat d’affrètement n'a pas été renouvelé en 2015, au profit du VN Sapeur.

## Caractéristiques techniques
Le BSAD Alcyon  est un navire multitâches, de la famille des supply vessels, un AHTS (oil recovery DP1 anchor handling tug supply) de la série des UT711.
Ses principales missions sont : l'assistance en mer, le mouillage d'ancrages, le mouillage et la récupération de mines inertes, la récupération de torpilles d'exercice, le remorquage, la lutte antipollution, la lutte incendie, la police de la navigation, le transport et le ravitaillement.

### Assistance en mer et ravitaillement
Il possède un treuil de remorquage hydraulique de 85 tonnes de traction avec une capacité de 800 m de câble ainsi qu'une grue.

### Lutte antipollution
Lors de travaux de modernisation en 2003, il possède  désormais un système sweeping arm (bras aspirateur sur grue). Cette pompe aspire un maximum de 400 m3 d'eau en balayant près de 28 hectares de surface à l'heure. Elle est manœuvrée par une grue de 20 tonnes de charge. 
Un système de production de vapeur fut également installé pour les travaux de nettoyage. 
L’Alcyon peut aussi embarquer une grosse pompe pour la récupération des produits lourds, un aspirateur norvégien Hiwax, des barrages flottants et absorbants…

### Lutte incendie
Son système anti-incendie comprend 2 canons à eau de 300 m3/h alimentés par 1 pompe au débit de 600 m3/h.